# 俄罗斯各族人民权利宣言
俄罗斯各族人民权利宣言（俄语：Деклара́ция прав наро́дов Росси́и）是俄罗斯布尔什维克政府于1917年11月15日（旧历11月2日）发布的宣言，由布尔什维克领导人弗拉基米尔·列宁和约瑟夫·斯大林签署。宣言内容有：俄罗斯各族人民地位平等并各自拥有主权；俄罗斯各族人民民族自决，拥有包括独立建国的权利；取消所有国家和宗教特权和限制；少数民族在俄罗斯境内可自由发展。